# トヨタ・1JZ-GTE
トヨタ・1JZ-GTEとは、トヨタ自動車が製造していたトヨタ製1JZ-GEのターボ仕様のエンジンである。JZ系エンジンの中で唯一ヤマハ発動機がシリンダーヘッド開発に関与していたターボチャージャー付き直列6気筒ガソリンエンジン。大きく分けて、2機種存在する。

## 第1世代
M型エンジンの後継機として開発されたJZ系（1JZ）エンジンのターボ仕様であり、1980年代中期から後期にかけてトヨタの主力エンジンであった、1,998cc（2.0L）の1G-GTE型の後継としての役割も担う。1990年8月にJZX81系マークIIシリーズやJZA70系スープラに初めて搭載され、その後Z30系ソアラやフルモデルチェンジしたJZX90系マークIIシリーズにも搭載された。
排気量2,491cc（2.5L）の直列6気筒に、トヨタ製CT12型セラミックタービンターボチャージャーを2機組み合わせたツインターボ過給であり、最高出力280馬力を発揮する。この軽量なセラミックタービンによって良好なアクセルレスポンスを持ち、ターボラグの低減も当時としては最先端といえるレベルまでなされている。また登場当時、自動車製造業界で行われていた280馬力自主規制の上限値280馬力を最少排気量で達成した。
このエンジンの本体は、腰上に1JZ-GE用DOHCヘッドをヤマハ発動機がこのターボエンジン専用に再設計したヘッドを搭載。腰下は1JZ-GEとシリンダーブロック、クランクシャフト、オイルパン、補機類が共通している。その他に当時要請されていた環境対策にエミッションコントロールシステム（EMISSION CONTROL SYSTEM）の燃料蒸発ガス抑止装置とブローバイガス還元装置を1JZ-GEと共通して採用したことにより対応した。
もちろんベースエンジンの1JZ-GEとの異なる点も多くあり前述のシリンダーヘッドに加え、TDI（TOYOTA DIRECT IGNITION SYSTEM/ダイレクトイグニッション）を採用してターボチャージャーによる過給時の点火性を高めており、更にピストンが高負荷時の高温にさらされる場合に備え、熱伝導率の高いアルミ合金製のクーリングチャンネル付きピストンを採用しピストンの冷却性と耐熱性を大きく向上させている。またクーリングファンも電子制御油圧駆動式に変更され、常に適切な風量を送り続けられるようになり冷却性能が大幅に向上した。
JZA70スープラを除く当該エンジン搭載車はサブスロットル式スロットルTRC（TRACTION CONTROL/トラクションコントロール）を採用している。これは駆動輪のスリップをエンジンのトルク制御とブレーキ制御を総合して抑制する安全装置であり、このエンジンで採用されているTRCは1989年XF10型セルシオのエンジンである「1UZ-FE」から技術転用されている。

## 第2世代
可変バルブタイミング機構を備えたシリンダーヘッドと、CT15B型セラミック製シングルターボエンジンへと改良された。
1996年8月にZ30ソアラのマイナーチェンジで登場した。マークII系は、翌月より搭載された。
280馬力の数値は変わらないが、2,400rpmという低回転で38.5kg・mという最大トルクを発生させた。
スープラの2JZ-GTEで採用された電子制御サブスロットルシステム「ETCS」が使われた。
第1世代と同様にエンジン本体の耐久性は高く、フルカウンタークランクやセミ鍛造ピストン、メタルヘッドガスケットなど、市販車の中では高強度なパーツが採用された。
JZX110マークII、ヴェロッサ以降に搭載されたものではスロットルがワイヤー式からドライブバイワイヤ式になっている。
ヴェロッサやクラウンアスリートにも搭載され、2006年のマークIIブリットを最後に生産を終了した。
JZX110系とJZS171系はスロットルシステムが「ETCS-i」に変更された。
電子制御スロットル「ETCS-i」はBEAMS 2JZ-GTE VVT-iでも採用され、サブスロットルは廃止された。
- 300馬力仕様

JZX110マークII、ヴェロッサには、それぞれ「フォーチュナ YAMAHA Power」「スペチアーレ」と名付けられた、300馬力、2,400rpm/39.7kg・mの1JZ-GTEを搭載した特別仕様車も販売された。モデリスタとヤマハが共同で手掛け、専用ターボが装着されていた。
またJZS171のアスリートVXというs17型クラウンアスリートVをモデリスタとヤマハで共同制作(チューニング)されたモデルも存在した。

## 数値的仕様（参考）
- ボア: 86.0mm（JZエンジンは補修用オーバーサイズは用意されていない）
- ストローク: 71.5mm
- ボアピッチ:（未調査）

| エンジン種別                   | 1JZ        | 2JZ        | 7M         | 1G    | 3S         |
| ボア（シリンダ内径、mm）       | 86.0       | 86.0       | 83.0       | 75.0  | 86.0       |
| ストローク（ピストン行程、mm） | 71.5       | 86.0       | 91.0       | 75.0  | 86.0       |
| ボアピッチ（mm）               | （未調査） | （未調査） | （未調査） | 85.5  | （未調査） |
| 気筒数                         | 6          | 6          | 6          | 6     | 4          |
| 総排気量（cc）                 | 2,491      | 2,997      | 2,954      | 1,988 | 1,998      |

## 製造元についての誤解
1960年代よりトヨタ自動車のDOHCエンジンはヤマハ発動機によるシリンダーヘッド開発及び製造によって生産されて来た。
しかし、トヨタ自動車のエンジン開発部門が自主開発しその後ソアラ専用エンジンとなった5M-GEU型エンジンが登場して以降はトヨタ自動車単独でのDOHCエンジンの生産がM型エンジンを初めとして行われるようになった。
当然、M型エンジンの後継機のJZ型エンジンも同様であり1JZ-GEを基本とする1JZ-FSEや2JZ型エンジンなどはヤマハ発動機による関与が一切存在しない。
実際に1JZ-GTEのベースエンジンである1JZ-GEとは前述の腰下部品の他にシリンダーヘッドのDOHC構造でバルブ挟み角が両機とも45°と共通しており、ヘッド形状も全く共通点がないわけではなくカムシャフト付近のタペット部の形状はかなり似通っており、吸排気系の形状(特に排気側)が異なる程度である。また、腰下の共通部品やダイレクトイグニッションシステムだけでないエンジン部品全般はトヨタ自動車のみで開発(ヘッド除く)及び製造が行われている。
上記の理由から「ヤマハ発動機製」という表現は語弊があり、厳密には「ヤマハ発動機によるシリンダーヘッドの開発協力が行われたトヨタ自動車製エンジン」が正確な表現である。